# Yorkeica
Yorkeica is een kevergeslacht uit de familie van de boktorren (Cerambycidae). De wetenschappelijke naam van het geslacht werd voor het eerst geldig gepubliceerd in 1899 door Blackburn.

## Soorten
Yorkeica is monotypisch en omvat slechts de volgende soort:
- Yorkeica marmorea Blackburn, 1899